# ゴールデン☆ベスト ULTIMATE
『ゴールデン☆ベスト ULTIMATE』（ゴールデン☆ベスト アルティメット）は、日本のロックバンドであるPINKのベスト・アルバム。
2011年9月7日にワーナーミュージック・ジャパンからリリースされた。前作『PINK THE BEST』（2002年）から8年ぶりにリリースされた作品で、プロデュースは佐々馨が担当しており、メンバー自身が選曲とリマスターを手がけている。
アルファ・ムーンから発表した1枚目の『PINK』（1985年）から、3枚目の『PSYCHO-DELICIOUS』（1987年）までの楽曲が収録され、そのうち「MACHINE GUN HEART」と「TRAVELLER」の2曲が初CD化された。
キャッチコピーは『80年代を駆け抜けた究極のバンド、究極のBEST盤。』。

## リリース
2011年9月7日にワーナーミュージック・ジャパンからCDのみでリリースされ、ホッピー神山による収録曲解説とメンバーによるライナーノーツが記載されたブックレットが封入されている。

## 収録曲
| 全編曲: PINK。 |                            |                                |                     |                                |       |
| #              | タイトル                   | 作詞                           | 作曲                | 収録作品                       | 時間  |
| 1.             | 「DON'T STOP PASSENGERS」  | 安藤芳彦                       | 福岡ユタカ          | アルバム『光の子』             | 3:38  |
| 2.             | 「KEEP YOUR VIEW」         | 吉田美奈子                     | 福岡ユタカ          | アルバム『PSYCHO-DELICIOUS』   | 3:53  |
| 3.             | 「MACHINE GUN HEART」      | 吉田美奈子                     | 福岡ユタカ          | シングル「CHRISTMAS ILLUSION」 | 3:38  |
| 4.             | 「SHADOW PARADISE」        | 吉田美奈子                     | 福岡ユタカ          | アルバム『PSYCHO-DELICIOUS』   | 5:37  |
| 5.             | 「SOUL FLIGHT」            | 宇部セージ                     | 福岡ユタカ 沖山優司 | アルバム『PINK』               | 3:51  |
| 6.             | 「SECRET LIFE」            | 宇部セージ                     | 福岡ユタカ          | アルバム『PINK』               | 4:13  |
| 7.             | 「TRAVELLER」              | 吉田美奈子                     | PINK                | シングル「TRAVELLER」          | 4:30  |
| 8.             | 「星のPICNIC」             | 福岡ユタカ                     | 福岡ユタカ          | アルバム『光の子』             | 3:36  |
| 9.             | 「ILLUSION」               | 福岡ユタカ                     | 福岡ユタカ          | アルバム『PINK』               | 4:01  |
| 10.            | 「DANCE AWAY」             | 福岡ユタカ 實川翔              | 福岡ユタカ          | アルバム『PINK』               | 4:11  |
| 11.            | 「SCANNER」                | 近田春夫                       | 福岡ユタカ          | アルバム『PSYCHO-DELICIOUS』   | 4:07  |
| 12.            | 「光の子」                 | 福岡ユタカ                     | 福岡ユタカ          | アルバム『光の子』             | 4:58  |
| 13.            | 「青い羊の夢」             | 福岡ユタカ                     | 福岡ユタカ          | アルバム『光の子』             | 4:36  |
| 14.            | 「日蝕譚 -SOLAR ECLIPSE-」 | 吉田美奈子                     | 福岡ユタカ          | アルバム『光の子』             | 5:29  |
| 15.            | 「ZEAN ZEAN」              | 福岡ユタカ 實川翔              | 福岡ユタカ          | アルバム『PINK』               | 4:48  |
| 16.            | 「YOUNG GENIUS」           | 福岡ユタカ 岡野ハジメ 清水一登 | 福岡ユタカ          | アルバム『PINK』               | 4:09  |
| 合計時間:      | 合計時間:                  | 合計時間:                      | 合計時間:           | 合計時間:                      | 69:15 |

## クレジット
PINK are
- 福岡ユタカ - ボーカル
- 矢壁アツノブ - ドラム
- 岡野ハジメ - ベース
- ホッピー神山 - キーボード
- 渋谷ヒデヒロ - ギター
- 逆井オサム - ギター
- スティーヴ エトウ - パーカッション

スタッフ
- 佐々馨 - プロデューサー

- 片野正健 - A&R ULTIMATE
- 成沢彰三 - マネジメント
- 菊地功 - マスタリング
- 佐藤智昭 - カバーデザイン

- Jun Terada - スペシャルサンクス
- 寺田康彦 - スペシャルサンクス
- 渡辺音楽出版 - スペシャルサンクス
- ワーナーミュージック・ジャパン - スペシャルサンクス
- 小杉理宇造 - スペシャルサンクス
- MOON RECORDS - スペシャルサンクス

## リリース日一覧
| No. | リリース日   | レーベル                       | 規格 | 規格品番   | 備考 |
| --- | ------------ | ------------------------------ | ---- | ---------- | ---- |
| 1   | 2011年9月7日 | ワーナーミュージック・ジャパン | CD   | WPCL-10987 |      |